# Knaphill
Knaphill är en ort i Storbritannien.   Den ligger i grevskapet Surrey och riksdelen England, i den södra delen av landet, 40 km sydväst om huvudstaden London. Knaphill ligger 57 meter över havet och antalet invånare är 8 635.
Terrängen runt Knaphill är platt, och sluttar österut. Runt Knaphill är det tätbefolkat, med 493 invånare per kvadratkilometer. Närmaste större samhälle är Woking, 3,9 km öster om Knaphill. Omgivningarna runt Knaphill är en mosaik av jordbruksmark och naturlig växtlighet.